# Jung, weiblich, gnadenlos
Jung, weiblich, gnadenlos (Originaltitel: Jaded) ist ein US-amerikanisches Filmdrama aus dem Jahr 1998. Regie führte Caryn Krooth, das Drehbuch schrieb Wendy Olinger.

## Handlung
Nachdem die unbekleidete und übel zugerichtete Megan Harris bewusstlos am Strand gefunden wird, ermittelt die Polizistin Helen Norwich wegen Vergewaltigung. Da es sich bei den Verdächtigen um zwei Frauen handelt, wird diskutiert, ob in diesem Fall von einer Vergewaltigung die Rede sein kann. Die beschuldigten Frauen werden dennoch vor Gericht angeklagt.

## Kritiken
Christopher Null schrieb auf www.filmcritic.com, im Vergleich zu diesem Film wirke der „ähnliche und genauso schlechte“ Thriller Body Shots wie ein „Meisterwerk“.
Das Lexikon des internationalen Films schrieb, der Film sei „im Ansatz interessant, in der Ausführung jedoch unentschlossen“. Er pendle „zwischen Milieubeschreibung, Justizdrama, Polizeifilm, Krimi und Frauenporträt“ und finde „nie einen stimmigen Ton“, sondern gefalle sich „in der Aneinanderreihung von Klischees“.

## Auszeichnungen
Caryn Krooth wurde im Jahr 1998 für den Preis Rosebud des International Gay & Lesbian Film Festivals Verzaubert nominiert.

## Hintergründe
Der Film wurde in New York City gedreht. Er wurde in den Vereinigten Staaten und in Deutschland im Jahr 2000 auf Video veröffentlicht.